# Lingua frisone di Saterland
La lingua frisone di Saterland, nota anche (impropriamente) come lingua frisone orientale è una lingua frisone parlata (col nome di Saterfriesisch) soltanto nel comune di Saterland, in Bassa Sassonia da circa 1.000-2.500 persone. Saterland era in origine una lunga e sottile striscia di sabbia circondata interamente da aree paludose, e solo in una tale condizione di isolamento il frisone ha potuto sopravvivere per secoli.
Decisamente estinto è invece il frisone orientale nella Frisia Orientale propriamente detta, anche se fino a metà del XX secolo era ancora parlato nell'isola di Wangerooge.
Oggi, i villaggi di Schäddel (Scharrel), Strukelje (Strücklingen) e Roomelse (Ramsloh), tutti nel comune di Saterland, ospitano tra i 1.000 e i 2.000 parlanti del frisone di Saterland.
Una caratteristica notevole del frisone di Saterland (così come di altre varietà di frisone) è che, nonostante l'esiguo numero di parlanti e l'estensione del territorio in cui viene parlato, è diviso in sottovarietà (intorno ai villaggi in cui viene parlato).
Il termine frisone orientale, quando si riferisce al frisone di Saterland, non deve essere confuso con il significato attualmente più comune del termine Ostfriesisch (letteralmente "frisone orientale"), una varietà di basso tedesco e non di frisone.